# John Braden (homme politique)
Pour les articles homonymes, voir John Braden et Braden.
John Braden (18 juin 1841-9 décembre 1926,) est un homme politique canadien de la Colombie-Britannique. Il est député provincial indépendant de la circonscription britanno-colombienne de Victoria City de 1894 à 1898.

## Biographie
Né à Liverpool en Angleterre, Braden étudie sur place et apprend le métier de plombier. Il s'établit dans le Puget Sound en 1871 avant de s'installer le territoire Stikine en Colombie-Britannique deux ans plus tard. Prospectant sur place, il ouvre une entreprise de plomberie avec un partenaire à Victoria en 1875. Il opère sa propre entreprise de 1883 à 1887, momment où il forme un nouveau partenariat avec Leonard Stamford. Il sert au conseil scolaire et comme conseiller municipal de Victoria de 1885 à 1887.
Braden meurt à Victoria en décembre 1926 à l'âge de 85 ans.